# Burkardroth
Burkardroth es un municipio alemán, ubicado en el distrito de Bad Kissingen, en la región administrativa de Baja Franconia, en el Estado federado de Baviera. 
Se encuentra en el límite sur de la reserva de la biosfera Rhön, a unos 14 km al noroeste de la capital del distrito Bad Kissingen. Por el norte, el municipio limita con el distrito de Rhön-Grabfeld.